# Cantone di Rostrenen
Il Cantone di Rostrenen è una divisione amministrativa dell'Arrondissement di Guingamp.
A seguito della riforma approvata con decreto del 13 febbraio 2014, che ha avuto attuazione dopo le elezioni dipartimentali del 2015, è passato da 6 a 29 comuni.

## Composizione
I 6 comuni facenti parte prima della riforma del 2014 erano:
- Glomel
- Kergrist-Moëlou
- Plouguernével
- Plounévez-Quintin
- Rostrenen
- Trémargat

Dal 2015 i comuni appartenenti al cantone sono i seguenti 29:
- Canihuel
- Glomel
- Gouarec
- Kergrist-Moëlou
- Laniscat
- Lanrivain
- Lescouët-Gouarec
- Locarn
- Maël-Carhaix
- Mellionnec
- Le Moustoir
- Paule
- Perret
- Peumerit-Quintin
- Plélauff
- Plévin
- Plouguernével
- Plounévez-Quintin
- Rostrenen
- Saint-Connan
- Saint-Gelven
- Saint-Gilles-Pligeaux
- Saint-Igeaux
- Saint-Nicolas-du-Pélem
- Sainte-Tréphine
- Trébrivan
- Treffrin
- Trémargat
- Tréogan